# Réintroduction
Pour un article plus général, voir Colonisation assistée.

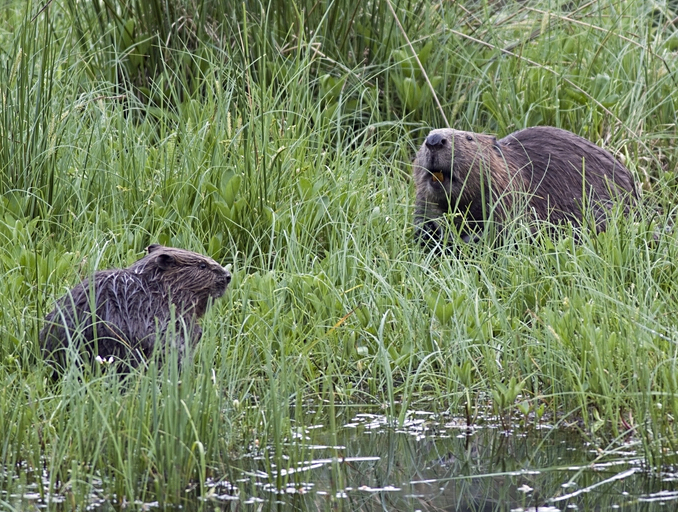
Le Castor Castor fiber est l'une des espèces qui en Europe a fait l'objet du plus grand nombre de réintroductions, souvent avec succès. Il a été réintroduit pour des raisons d'éthique environnementale ou pour sa fourrure, puis, et de plus en plus en tant qu'espèce-ingénieur capable de restaurer des zones humides plus riches en biodiversité et de contribuer à la régulation du cycle de l'eau.

La réintroduction d'espèces animales ou végétales dans leur milieu naturel est une des stratégies de colonisation assistée mises en œuvre par la biologie de la conservation. C'est une notion qui a un sens administratif précis, mais qui est écologiquement relative (une opération dite de « réintroduction » envisagée à une échelle locale ou dans un territoire écologiquement insularisé pourrait être considérée comme « renforcement de population» pour un territoire plus vaste ou pour la métapopulation de l'espèce en question).
Une réintroduction s'inscrit généralement dans un projet plus global (Plan de restauration de la biodiversité ou d'un groupe d'espèces, ou « Biodiversity action plan » pour les anglophones, Plan de réintroduction, trame verte, etc.), et dans ce cadre elle est souvent associée à des opérations de protection ou de restauration de réseaux d'habitats reliés par des corridors biologiques et le cas échéant d'écoducs spécialement adaptés à l'espèce en question. Il peut parfois s'agir de mesures compensatoires (ex : écrevisses à pattes blanches réintroduites près de Lyon dans le cadre d'un chantier autoroutier).
Elle peut être cadrée des recommandations internationales (sous l'égide de l'ONU avec l'UICN,), par des guides généralistes ou spécifiques (par exemple pour la réintroduction de primates non-humains) ou par une charte spécifique (par exemple, en France, tout plan d'élaboration d'un dossier de réintroduction de castor, est invité à respecter une charte établie par l'ONCFS) et nécessite souvent la mise en place de « protocoles biologique, juridique, économique, sociologique complexes ».

## Enjeux
Pour Chatain & Choisy, « la réintroduction est l'un des moyens disponibles parmi d'autres pour une politique de restauration de la faune sauvage autochtone. Deux écueils sont à éviter : - qu'on en fasse une panacée, à cause de son caractère spectaculaire ou pour se dispenser d'autres mesures plus appropriées (préservation des biotopes, gestion des prélèvements et perturbations par l'homme…) et qu'on l'écarté a priori, par purisme idéologique, alors que c'est, dans quelques cas, le seul moyen de retour de certaines espèces sans avoir à attendre des décennies ou des siècles ».

## Objectifs et motivations
La réintroduction est une réponse à un effondrement démographique local ou à la disparition d'une espèce sur tout ou partie de son aire de répartition. Elle vise généralement à restaurer des noyaux viables de population d'espèces dans des régions d'où leurs populations sauvages ont disparu depuis un certain temps, avec un objectif de rapprocher l'état écologique du milieu d'un « bon état écologique », mais elle peut aussi avoir quelques motivations en commun avec les introductions qui se pratiquent quotidiennement dans les jardins publics ou privés par exemple.
Elle peut théoriquement concerner tout type d'espèces terrestres ou aquatiques appartenant à la faune et/ou de la flore sauvages, et plus rarement de champignons (par exemple saproxyliques), de lichens ou de microorganismes symbiotes.
Dans une approche plus (éco-)systémique, il peut être envisagé de réintroduire des groupes d'espèces interdépendantes plutôt qu'une espèce (par exemple un arbre et ses champignons mycorhizateurs et bactéries symbiotes).
Les objectifs sont généralement éthiques et de protection de la nature, mais l'espèce réintroduite est parfois, d'abord ou aussi, considérée pour son intérêt fonctionnel au sein de sa niche écologique, ainsi le castor est de plus en plus souvent réintroduit pour ses capacités d'espèce-ingénieur et en particulier pour sa capacité à restaurer des zones humides, alors que l'élan (Alces alces) pourrait l'être pour les faucarder, le loup (dans le parc national de Yellowstone) pour rééquilibrer l'écosystème en contrôlant les herbivores qui tuaient trop d'arbres, au détriment du castor qui ne pouvait plus produire ses barrages, ce qui a occasionné une baisse de la nappe superficielle et une augmentation de l'intensité et de la durée des incendies.
Une autre motivation de renforcement de population ou de réintroduction peut les services écosystémiques rendus par une espèce réintroduite pour l'eau (le castor) pour l'agriculture (des pollinisateurs, ou des espèces utiles à la lutte biologique,), pour la forêt (des espèces qui dispersent ou plantent des graines ou propagules)…

## Qui met en œuvre?
Les plans de réintroduction ont souvent été proposés par de grandes ONG et le sont de plus en plus par les États. Ils sont généralement mis en place sur le terrain par des ONG, des entités gestionnaires de milieux, des conservatoires ou des agences environnementales, sous le contrôle de l'État, ou avec l'accord des états qui travaillent avec une cellule spécialisée de l'UICN, le RSG (Re-introduction Specialist Group).
Dans le cadre des études scientifiques en ingénierie écologique, les chercheurs peuvent pratiquer une réintroduction d'espèces en tant qu'expérimentations. Les résultats pourront constituer des préconisations aux gestionnaires des milieux naturels.

## Types de réintroductions

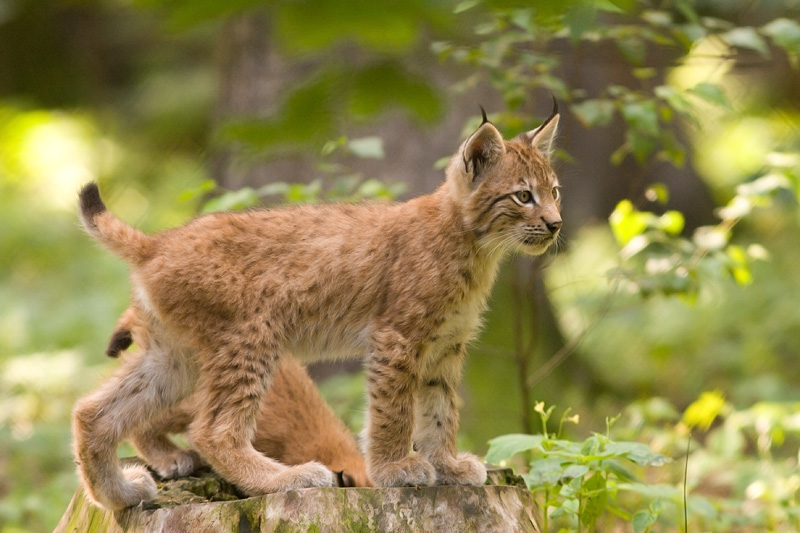
Le lynx est l'une des quelques « espèces-phares » (qui est aussi, en tant que prédateur une espèce-clé) qui ont pu bénéficier de plans de réintroduction, en Europe notamment.

On peut distinguer plusieurs approches :

### Selon la provenance (la «source»)
- Réintroduction à partir d'un lieu de conservation ex situ et parfois "hors sol".
La réintroduction s'effectue à partir d'un lieu de conservation situé hors du milieu naturel. La « source » est alors un jardin conservatoire, une banque de semence dont les graines ou les propagules sont issues d'un Conservatoire botanique national ou d'un Conservatoire des collections végétales spécialisées, ou un élevage conservatoire, etc.

Il peut s'agir :
- d'animaux d'espèces terrestres élevées sur plusieurs générations en captivité (en jardins zoologiques par exemple), qu'il faut alors parfois longuement réadapter à la vie sauvage et déshabituer du contact avec l'Homme.
- d'animaux d'espèces aquatiques conservées en aquariums publics.
- de plantes ou d'autres organismes vivants cultivés en jardins botaniques, conservatoires botaniques, arboretums ou autres lieux de conservation.
- de graines conservées en frigo, et plus rarement d'embryons congelés, etc.

- Réintroduction à partir d'un lieu de conservation in situ.
La réintroduction s'effectue à partir du milieu naturel, par transfert géographique de l'espèce (ou d'un groupe d'espèces). Les organismes matures ou les propagules, importés d'un noyau existant d'individus sauvages ou semi-domestiqués, sont prélevés dans une autre région (que l'on choisit la plus proche possible en termes d'écologie du paysage, et non en termes de proximité géographique). La « source » est alors d'autres lieux de conservation dans la nature (réserves naturelles, parcs nationaux, etc.).

Il peut s'agir :
- d'animaux. Les animaux peuvent être dans un premier temps relâchés dans un enclos pour quarantaine, et pour s'adapter à leur nouvel environnement, notamment pour les animaux territoriaux. Dans certains cas (amphibiens), ce sont les œufs qu'il faut déplacer, faute de quoi, les adultes risquent de chercher à retourner d'où ils viennent.
- de végétaux (dont la survie à long terme peut être compromise si par exemple des champignons symbiotes, ou leur unique insecte pollinisateur n'est pas ou n'est plus présent sur le territoire de réintroduction).
- de champignons, de lichens.
- d'éléments de la microfaune du sol, alors importés avec des échantillons de sol.
- d'invertébrés saproxyliques déplacés avec des arbres morts.

### Selon la destination (le «but»)
En fonction du « but » à atteindre, on distingue trois stratégies principales, définies comme suit :
- Restauration : action contribuant à l'augmentation d'une population animale ou végétale afin qu'elle parvienne à un bon état de conservation. Elle se traduit généralement par un Plan de restauration pour une espèce, incluant un effort de restauration et préservation de son habitat. Ce plan peut être mondial, européen, national, régional.
- Renforcement : action prévoyant, au sein d'une population existante mais peu nombreuse, l'introduction de nouveaux spécimens de l'espèce, pour en conforter la diversité génétique et le nombre d'individus.
- Réintroduction : action de lâchers d'animaux ou de plantations de végétaux sur un territoire où l'espèce n'était plus présente depuis un certain temps.

Pour les animaux, il y a lieu de distinguer selon la phase intermédiaire (soins, transport, enclos) plusieurs concepts apparentés à celui de réintroduction.
La restitution consiste à libérer dans la nature des animaux sauvages nés en liberté et recueillis pour leur sauvegarde, après une phase de réhabilitation en captivité dans un centre de soins de la faune sauvage.
Le transfert (aussi appelé transplantation ou encore translocation) peut être défini comme l’installation ou la réinstallation d’individus appartenant à une espèce animale absente dans le lieu de destination et prélevés dans le milieu naturel, sans phase intermédiaire de captivité autre que très courte et liée aux exigences de transport pour la réussite de l’opération.
Lorsque les animaux "réintroduits" sont conservés dans la nature mais en enclos (ex : Bison européen du parc animalier de Sainte Eulalie, en Margeride, en France), on ne parle généralement pas de réintroduction, mais d'élevage conservatoire en « parc zoologique », « parc animalier », « parc de vision », etc.

### « Réintroduction »spontanée (ou simple retour) favorisée par la restauration des conditions de migrations
Dans certains cas, on ne cherche pas à transporter les organismes (animaux, plantes…) à réintroduire, mais on restaure les conditions de leur vie et réapparition durable, via notamment la reconstitution d'un réseau adapté, nécessaire et suffisant, de corridors biologiques par lequel l'espèce ou ses propagules pourront spontanément recoloniser les parties d'un territoire qui leur conviennent. Cette méthode exige de bien connaître les facteurs de fragmentation du paysage pour l'espèce en question, et d'avoir la possibilité de restaurer un réel continuum écologique - fonctionnel - entre le lieu où l'on souhaite le retour de l'espèce et la zone-source parfois maintenant très éloignée.
Un des problèmes posés dans ce cas (par exemple avec des Castors qui recolonisent spontanément une rivière à partir d'une même population-source, déjà réduite) est la pauvreté et l'homogénéité génétique de la population nouvelle qui se créera, trop consanguine « Il existe des preuves de la dépression de consanguinité et d'anomalies phénotypiques des populations de castors est descendu dans les stocks non mélangés »,,, ; ce qui la rendra plus sensible à divers aléas (maladies notamment).
Un cas particulier est celui de la valorisation de la « cryptobanque de graine » du sol : des graines peuvent conserver leur pouvoir germinatif durant des décennies voire plus d'un siècle et parfois plus d'un millénaire. Le scrappage (enlèvement de la couche superficielle du sol) est un des moyens de mettre ces graines à jour et de favoriser leur germination. Les résultats varient selon le milieu et la température, l'humidité, l'ensoleillement, etc.

## Cas particuliers

### Espèces domestiquées
L'expression "réintroduction" est généralement utilisée pour des espèces sauvages, mais elle peut parfois concerner des espèces domestiques (plantes cultivées, messicoles (plantes typiques des cultures moissonnées sur labour, avant la généralisation des pesticides), ou animaux de trait ou de production de lait ou de viande) réintroduites dans une région particulière pour des raisons patrimoniales, touristiques ou écologiques (espèces plus rustiques et contribuant à l'entretien de milieux naturels par exemple).

### Espèces sauvages d'intérêt cynégétique ou halieutique
Certaines réintroductions n'ont pas d'objet écologique mais visent simplement à suppléer au manque de gibier ou de poissons en saison de chasse ou de pêche.

#### Espèces chassables ou destinées à la pêche sportive
On ne parle habituellement pas de réintroduction dans le cas d'animaux importés d'autres régions ou pays pour y être chassés dans le territoire, mais plutôt de renforcement cynégétique ou de « repeuplement » en gibier. ces deux opérations peuvent poser des problèmes sanitaires et de pollution génétique.
Le Lapin (bien que localement inscrit sur la liste des espèces dites "nuisibles"), la Perdrix, la Caille et d'autres espèces qui ont fortement régressé des suites de maladies, de chasse intensive ou de dégradation des habitats sont souvent réintroduits par et pour des chasseurs afin de reconstituer des populations qui ont localement disparu.
Après la Révolution française, et après-guerre, des groupes de dizaines de grands mammifères ont été réintroduits dans des forêts d'où ils avaient disparu à cause de la chasse et/ou de la guerre (cerfs, chevreuils, sangliers).
Des canards et faisans issus d'élevages spécialisés sont depuis des décennies en France massivement lâchés dans la nature, chaque année pour les besoins de la chasse. Cette pratique est de plus en plus critiquée, y compris au sein du monde de la chasse qui s'attache progressivement à plutôt essayer de restaurer des noyaux de populations sauvages d'animaux chassables, notamment dans les réserves de chasse.
Des quantités considérables d'alevins ou poissons issus de pisciculture (dont salmonidéss) ont été ou sont encore introduits ou réintroduits dans les milieux aquatiques pour répondre aux souhaits de pêcheurs sportifs ou amateurs. Dans certains cas, dans des lacs notamment, on a constaté que la réintroduction d'un poisson prédateur pouvait aussi permettre une restauration ou une nette amélioration de l'écosystème et du réseau trophique.

#### Espèces destinées au réempoissonnement
Il en est de même du renforcement halieutique ou repeuplement piscicole pour les espèces destinées à être pêchées. La situation peut être intermédiaire, quand l'auteur d'un projet de réintroduction vise à la fois un intérêt commercial et la reconstitution pérenne de populations sauvages (saumons par exemple, dont il envisagerait une pêche raisonnée).
Les réempoissonnements en espèces aquatiques visent essentiellement à satisfaire les populations de pêcheurs amateurs. Ils se font de manière plus ou moins encadrée, voire de manière "sauvage", non sans risques car ces poissons ou ces invertébrés aquatiques viennent de piscicultures ou d'aquaculture où la promiscuité et les conditions d'élevage les ont exposés à un risque élevé de contamination par des pathogènes et parasites. Des réglementations particulières existent, pour notamment limiter le risque d'introduction de pathogènes, de parasites ou de maladies émergentes dans le milieu, mais nombre de relâchers faits par des amateurs ne font pas l'objet d'un suivi vétérinaire approfondi.
Ces opérations sont en outre une source de risque de pollution génétique des souches sauvages et/ou de leur mise en péril par concurrence pour la nourriture, et in fine de leur disparition.

### Espèces sauvages d'intérêt écologique

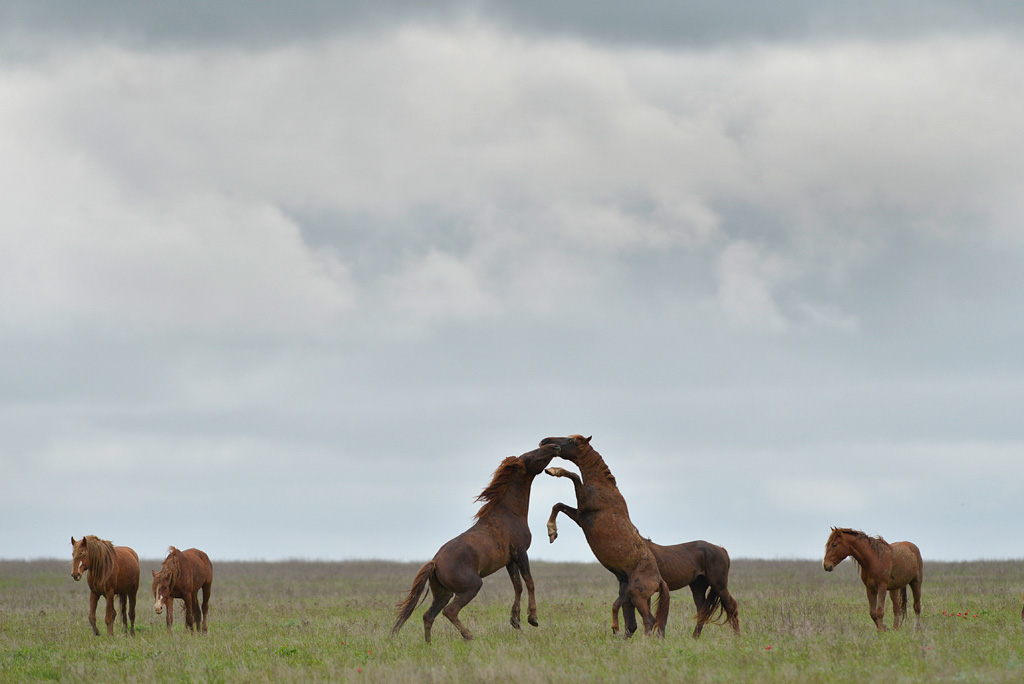
Chevaux d'origine domestique réensauvagés dans la réserve naturelle de Rostovsky, dans l'oblast de Rostov en Russie. Avec d'autres grands herbivores réintroduits dans plusieurs réserves, ils ont pour mission de restaurer l'équilibre écologique sauvage de la steppe, en l’absence d'élevage pastoral. Ainsi des espèces végétales patrimoniales de la steppe, comme Tulipa suaveolens ici visible au sol, peuvent s'y redévelopper.

Lors de réintroductions « utiles », il s'agit d'espèces présentant un intérêt « fonctionnel », en tant que :
- prédateur pour éliminer ses proies qui ont pullulé en son absence,
- herbivore, pour entretenir la structure d'une formation végétale naturelle et ses espèces associées qui ne pourrait subsister en l’absence de pression par les herbivores.
- ou plante fixatrice des sols ou des berges (ripisylve),
- ou espèce susceptible de restaurer des zones humides pour lutter contre des sécheresses et dépérissements forestiers induits (Castors au Canada par exemple), etc.
- ou espèce consommatrice d'insectes vecteurs de maladies, etc.

Si l'espèce n'était pas antérieurement présente, on ne parle pas de réintroduction, mais d'introduction, qui nécessite encore plus de vigilance, car une espèce introduite peut devenir invasive. Les introductions volontaires sont maintenant soumises à réglementation. L'indigénat d'une espèce dans une région peut être mis en doute en l'absence de faits scientifiques ; c'est le cas du programme de (ré)introduction de la Cistude d'Europe en Alsace,.
Avec la notion de réensauvagement, des scientifiques songent à remplacer des espèces "récemment" disparues (grands herbivores, grands carnivores) mais fonctionnellement importantes et irremplaçables par d'autres espèces à introduire dans le milieu. Certains envisagent même d'expérimenter en Amérique du Nord (en milieu clôturé) le retour du lion et/ou de l'éléphant (importés d'Afrique) pour respectivement "remplacer" le lion des cavernes et les espèces de mammouths qui n'ont pas survécu à la chasse préhistorique.

## Conditions de réussite

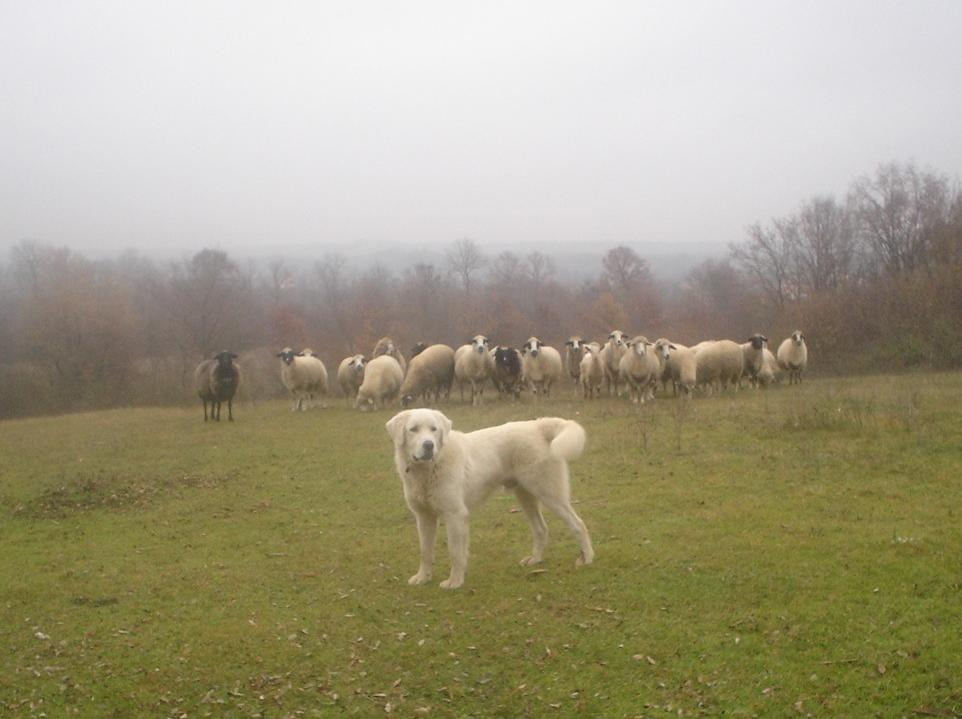
La protection des troupeaux (clôture, assistant de berger, chien, âne) contre le loup, l'ours ou le lynx est une des conditions d'acceptation du retour de certaines espèces

Chaque réintroduction est un cas particulier et les études montrent l'importance de la préparation et du contrôle à la manière d'une étude scientifique en considérant les enjeux locaux et régionaux et en minimisant le stress subi par les animaux lors de leur capture, préparation, transport et libération pour leur succès,,,,,. Grâce aux retours d'expérience et aux systèmes d'information géographique (SIG), il est possible d'améliorer les modélisations et ainsi les chances de succès d'une réintroduction,. La prise en compte du sex-ratio des individus relâchés lors d'une réintroduction est également importante.

### Difficultés
L'expérience a montré que quatre principales difficultés se posent :
1. l'acceptation sociale ; les populations locales sont-elles prêtes et préparées au retour d'une espèce avec laquelle elles ont perdu l'habitude de cohabiter, ou qui est susceptible d'être braconnée, ou qui est recherchée par les trafiquants ? ou s'il s'agit d'un grand carnivore (lion, tigre…)[32] susceptible de représenter une menace pour le bétail ou les humains ?
2. la restauration de bonnes conditions de vie et d'habitat pour l'espèce ; par exemple de nombreuses espèces sont en déclin à cause de polluants (dont pesticides et autres perturbateurs endocriniens ou reprotoxiques) ou de la circulation automobile (roadkill) et les aires protégées non fragmentées par ces deux paramètres sont de plus en plus rares. La chasse, la surpêche, les prises accidentelles, le braconnage, l'empoisonnement volontaire ou involontaire sont d'autres causes possibles. Il faut idéalement disposer de lieux adaptés, de taille suffisante et protégés.
3. l'obstacle taxonomique est aujourd'hui rarement en cause car les espèces réintroduites sont souvent des espèces phares ou des espèces clé bien connues. Mais le manque de disponibilité en « source(s) » d'individus ou de propagules assez génétiquement diversifiés est un problème fréquent lors des réintroductions. L'UICN recommande ainsi de choisir un type génétique le plus proche possible de celui qui devrait être présent si l'espèce n'avait pas disparu de la région de réintroduction. Pour des espèces qui ont failli disparaître de toute leur aire mondiale de répartition (ex : le bison européen ou castor eurasien), la diversité génétique de la population qui sort d'un goulot d'étranglement génétique est souvent très limitée ; il faut alors gérer sur le moyen et long termes les risques induits par et plus souvent par le risque de « biais taxonomique »[33],[34], parfois aggravé par une procédure d'élevage en zoos ou parcs durant plusieurs années, qui a pu induire une dérive génétique[35] et faire perdre aux sujets les réflexes nécessaires à la survie dans la nature[36]. Parfois il faut aussi tenir compte de mutualismes ou symbioses entre espèces, notamment chez les plantes[37].
4. limiter le dérangement dans les zones anthropisées peut être difficile alors que le bruit, la présence ou la simple odeur humaine peuvent gêner certaines espèces craintives.

### Facteurs de réussite
Outre un milieu « récepteur », habitat d'une taille et d'une qualité écologique suffisante, beaucoup d'autres facteurs de réussite existent, qui ne peuvent être évalués que par une étude préalable poussée, fondée sur les premiers retours d'expérience et de solides bases scientifiques, historiques, et sociologiques (ce dernier point étant important pour juger de l'acceptation de l'espèce, quand celle-ci peut interférer avec les activités humaines, notamment dans le cas de grands carnivores, ou de gros animaux, tels par exemple les éléphants qui ne respectent pas les cultures ni leurs clôtures quand elles sont disposées sur leur territoire ou pistes de migration).
Une appropriation du projet de réintroduction par les populations humaines présentes implique une bonne concertation et communication préalable, maintenue dans le temps.
Certains animaux évolués (singes) ou particulièrement fragiles ou territoriaux ont besoin d'être réintroduits avec précaution, et parfois un long temps d'adaptation, surtout s'ils ont été familiers de l'homme.
D'autres nécessitent une protection particulière de l'environnement humain (le Bison d'Europe par exemple nécessite des clôtures renforcées si son territoire de réintroduction est de relativement petite taille ou fréquenté par l'Homme).
De nombreuses espèces vivent avec des symbiotes ou ont une relation de codépendance avec d'autres espèces (dont elles se nourriraient par exemple), qu'il faut aussi réintroduire s'ils ont disparu du milieu, sans pour autant y ramener des pathogènes ou parasites indésirables.
Ceci implique des quarantaines et l'implication de spécialistes de l'espèce (vétérinaires, botanistes, phytopathologistes…).
Un dispositif de suivi (inventaires, radiotracking, suivi de la dynamique des populations et de sa diversité génétique…) nécessitant des outils, moyens et compétences adaptés permet de vérifier la bonne intégration de l'espèce réintroduite dans son milieu.
Reconstituer un noyau de population est une première étape. Il est souvent indispensable d'ensuite aider ces individus à recoloniser leur aire de répartition potentielle et disponible, et échanger avec d'autres individus de la même espèce. Des corridors biologiques et écoducs adaptés peuvent être nécessaires. Par exemple, en Alberta (Canada), on a en 2001 restauré un couloir faunistique pour permettre la circulation du loup gris au travers d'un terrain de golf près du Parc national de Jasper. Depuis les loups fréquentent régulièrement ce corridor.
En plus des difficultés à trouver des milieux susceptibles de supporter les populations réintroduites, comme pour l'orang-outan de Bornéo par exemple, et de ces problèmes d'ordre vétérinaire, les animaux réintroduits sont souvent des mammifères possédant des cultures propres. Le cas des Grands singes pose l'ensemble de ces problèmes : ils doivent réapprendre leur culture d'origine : outillage, habitat, communication et codes comportementaux adaptés.

## L'élevageà but de réintroduction
Il est parfois facile, mais
- il peut aussi induire un « biais génétique » si les géniteurs ne sont pas diversifiés ou s'ils présentent des caractéristiques les rendant peu adaptés au contexte écologique de la zone de réintroduction ;
- la réintroduction peut également être un échec si la cause de la disparition existe toujours ou réapparaît. Par exemple, à la différence des guépards, les oryx algazelles ne sont pas menacés par leurs difficultés à se reproduire en captivité ; cette espèce a été domestiquée par les Anciens Égyptiens, et elle s'élève facilement en captivité, jusque dans les zoos de pays tempérés (près d'un millier de ces oryx vivent aujourd'hui en zoo, dont 50 % environ dans les zoos européens). Elle se reproduisait très bien dans son milieu naturel, et survivait étonnamment dans tout le désert du Sahara. Elle a disparu simplement parce que pourchassée et tuée pour ses cornes dont la valeur marchande et de trophée est élevée[41]. Les projets et/ou actions de réintroduction en cours dans des parcs nationaux du Maroc et de Tunisie, doivent aussi veiller à ce que la chasse ou le braconnage de cette espèce cessent. Concernant l'éléphant ou le rhinocéros, Il y a eu de longues discussions, sans consensus, sur l'intérêt de conserver un commerce contrôlé de l'ivoire ou de sous-produits venant d'espèces menacées, certains estimant que ce commerce légal pourrait financer la protection de l'espèce, d'autres que ce commerce entretenait un marché international favorisant les trafics illicites et la poursuite du braconnage mafieux, sur-armé et violent (de nombreux gardes de réserves naturelles ont été tués en tentant de protéger les animaux qu'elles abritent).

## Droit de l'environnement
Dans la plupart des pays, la loi distingue clairement les espèces protégées des autres.
Dans la plupart des cas, une réintroduction demande une autorisation administrative, délivrée par l'autorité chargée de l'environnement et/ou de l'agriculture ou de la pêche dans le cas de poissons. Le pétitionnaire doit généralement fournir un dossier scientifiquement argumenté démontrant l'intérêt patrimonial de la réintroduction et que l'espèce était antérieurement présente sur le site (sinon il s'agit d'introduction, qui demande une évaluation particulière en raison du fait qu'une espèce introduite hors de son contexte écologique originel peut devenir invasive ou y apporter diverses perturbations). Des précautions, compétences et moyens particuliers sont exigés dans le cadre de la réintroduction ou du renforcement de population de gros animaux (éléphant…) ou d'animaux carnivores (lion, tigre, loup…). En particulier le radiosuivi (via un émetteur, transpondeur, ou une balise Argos…) peut être exigé ou recommandé pour suivre les animaux plus facilement.
Dans le cas particulier de renforcement cynégétique, le lâcher d'animaux pour la chasse est plus ou moins réglementé selon les espèces, les zones concernées et les pays, dont en France.

## Action des ONG
Quelques ONG environnementales ont été pionnières en matière de protection de la nature, dont via des plans de réintroduction : le WWF, l'Union internationale pour la conservation de la nature (UICN), Fauna & Flora International (1er élevage de l'Oryx d'Arabie en vue de réintroduction, décidé après la réussite du projet d'élevage conservatoire de cette espèce entrepris en 1962), etc.

### L'IUCN
L'UICN dispose au sein de la Species Survival Commission (SSC) d'un groupe de spécialistes de la réintroduction : le Re-introduction Specialist Group (RSG) qui est chargé de promouvoir la restauration de populations viables d'animaux et de plantes dans la nature.
Le groupe des spécialistes de l'UICN, le RSG, est, parmi la centaine de groupes de spécialistes de la Commission pour la survie des espèces de l'IUCN, celui qui est spécialiste de la réintroduction des espèces, les autres groupes étant plutôt spécialisés sur des taxons.
La création de ce groupe a été rendue nécessaire en raison de l'augmentation de projets de réintroduction à travers le monde. En effet, l'évolution du nombre des réintroductions suit celle du nombre des disparitions. Les problèmes liés à la sélection dans les élevages conservatoires, l'impact des réintroductions ou des déplacements de population sont discutés dans ce groupe.

## Quelques exemples d'espèces réintroduites (liste non exhaustive)

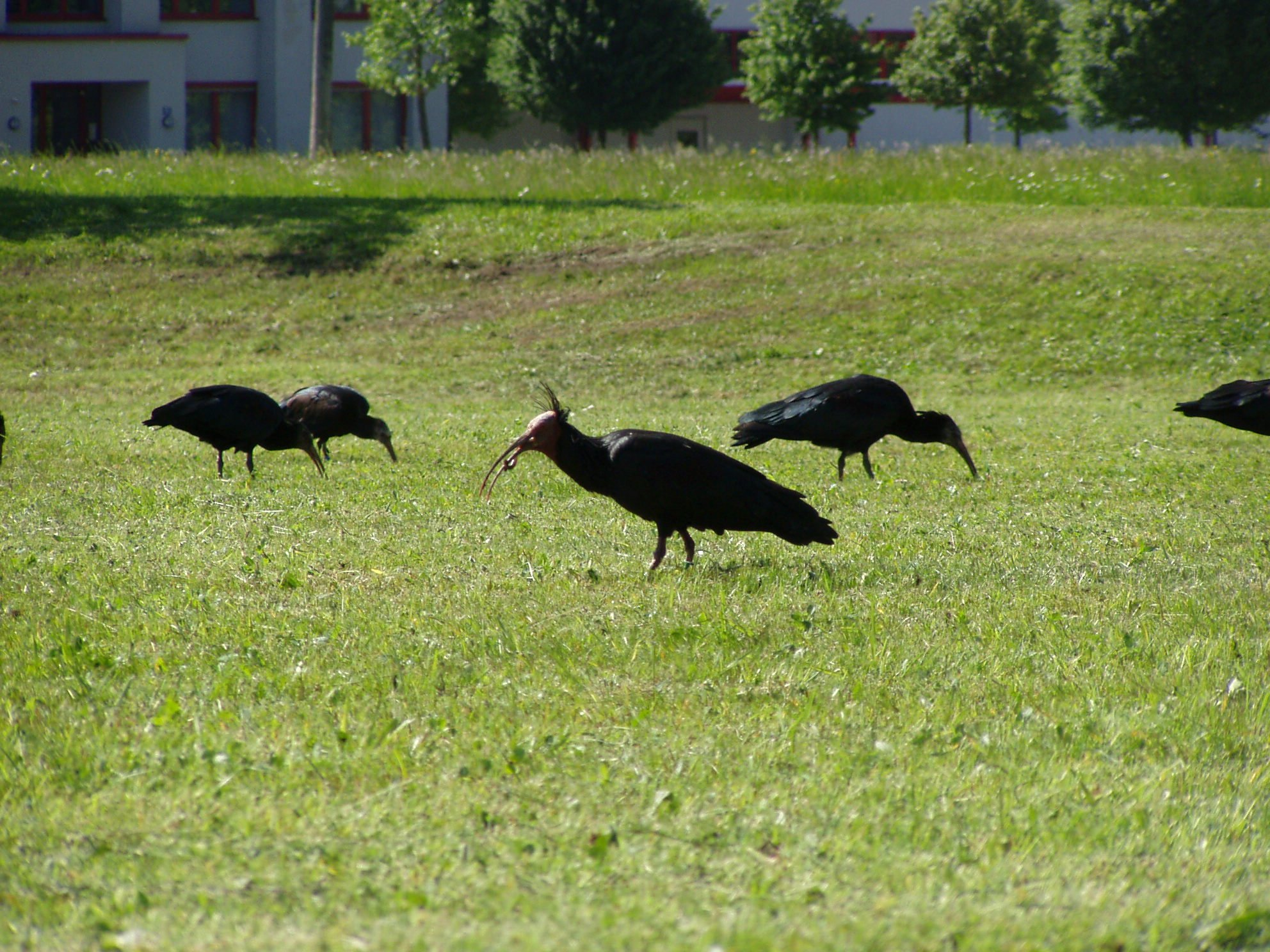
Ibis chauve réintroduit en Allemagne, en Italie et au Maroc

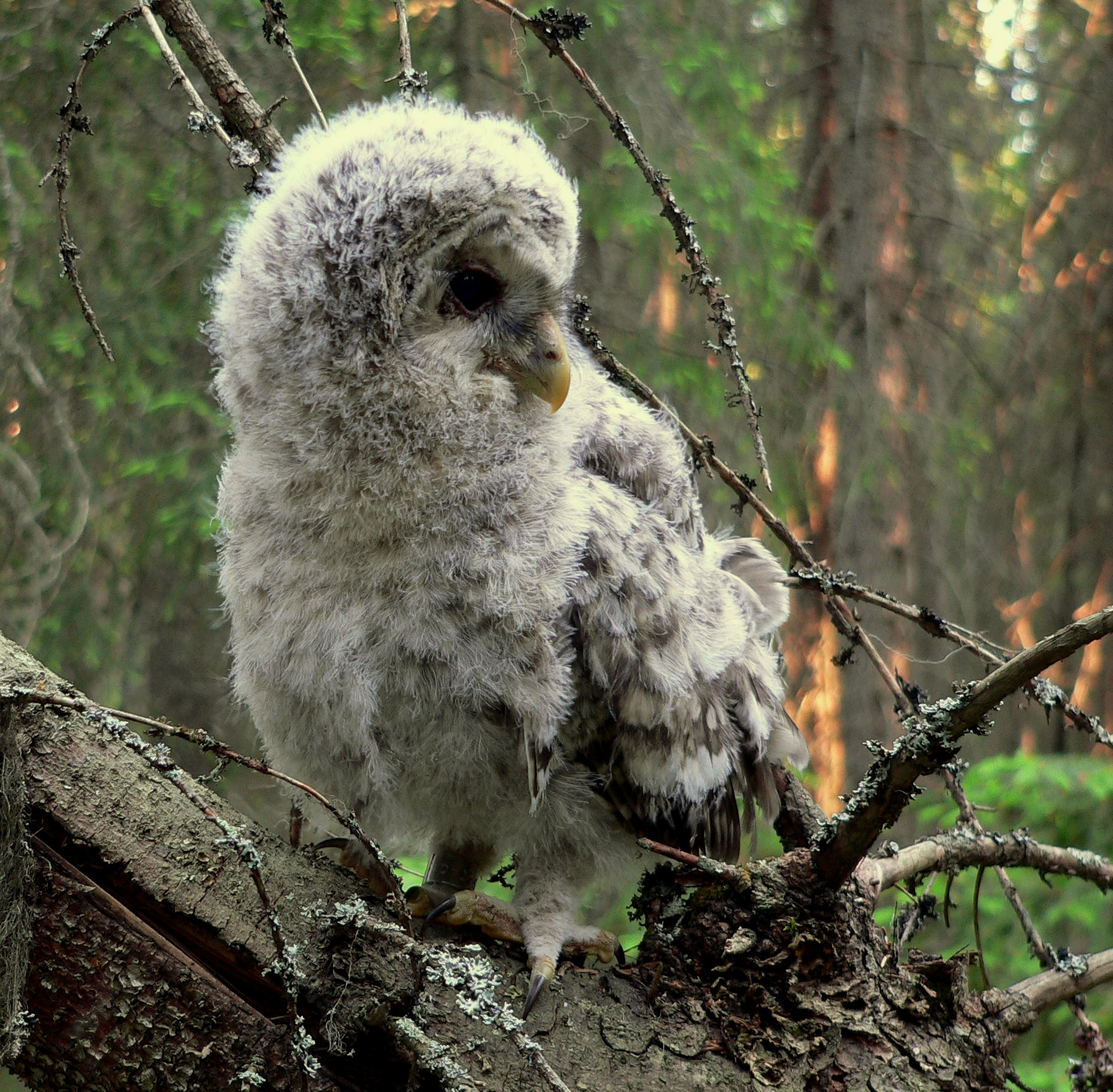
Chouettes (ici Chouette de l'Oural) ou hiboux consomment des milliers de petits rongeurs par an, lesquels tendent à rapidement pulluler sans leurs prédateurs. C'est une des raisons de leur réintroduction.

Le grand public connaît bien certaines « espèces-phares » dont les réintroductions ont été médiatisées par la télévision et la littérature, mais face au déclin de la biodiversité confirmé par l'Évaluation des écosystèmes pour le millénaire, un nombre croissant d'espèces souvent considérées comme espèces patrimoniales ou espèces-clés du point de vue écologique font l'objet de programmes de réintroduction, généralement dans des parcs naturels nationaux, de vastes espaces peu habités ou des réserves naturelles.

### Mammifères
| - Éléphant (Afrique), - Rhinocéros blanc et Rhinocéros noir (Afrique), - Lion d'Asie (Inde/Asie), - Oryx algazelle et Addax (Tunisie), - Oryx d'Arabie (Arabie saoudite), - Gazelle dama (Afrique du Nord), - Gnou à queue blanche et Blesbok (Afrique du Sud), - Orang-outans (Sumatra, Bornéo), - Tamarin lion (Brésil), | - Ours brun (France, Allemagne, Royaume-Uni, Autriche, Espagne, etc.) - Bison d'Europe (Pologne, Margeride/France…), - Bison d'Amérique du Nord, - Loup gris (États-Unis) - Castor européen et Castor canadien (Nombreux pays d'Europe, Canada, USA), - Renne des forêts (Parc national de Salamajärvi), - Cheval de Przewalski (en Mongolie), | - Bouquetin des Alpes, - Putois à pieds noirs (USA, Mexique) - Loup rouge (USA), - Loutre - Grizzly (en Idaho), - Lynx d'Eurasie (ex : Suisse, France, Allemagne, etc.) |

De nombreux autres Projets sont en cours dont ceux concernant le Guépard, divers grands félins et singes.
Tandis que d'autres projets font encore l'objet de débat par exemple la Réintroduction du Lion de l'Atlas au Maroc,.

### Oiseaux
| - Condor de Californie, - Zostérops des Seychelles, - Crécerelle des Seychelles, - Crécerelle de Maurice, - Pigeon rose (à l'Île Maurice), - Cigogne orientale (au Japon), - Bernache néné (Hawaii), | - Gypaète barbu (dans les Alpes), - Vautour moine, - Vautour fauve, - Outarde houbara (dans les Émirats arabes unis), - Kakapo (en Nouvelle-Zélande), - Paon vert (en Malaisie), - Étourneau de Bali, | - Hibou grand-duc, - Faucon pèlerin (USA), - Grue blanche d'Amérique, - Ibis chauve (en Autriche, Italie, Maroc…), - Oie naine (en Scandinavie et Allemagne), - Outarde canepetière (en France), - Chouette de l'Oural (en forêt de Bohême 49° 00′ 00″ N, 13° 30′ 00″ E, etc.) |

### Reptiles
- Gavial du Gange (Inde)

### Amphibiens
- Crapaud acoucheur de Majorque (Baléares)

### Poissons
- Corégone oxyrhynque (projet en cours), au Danemark, dans le cadre d'un projet Life (Life-Nature)